# M sica
M sica (reso graficamente M__sica) è il terzo album di MusicaPerBambini, pubblicato nel 2005 dall'etichetta Betulla Records.

## Tracce
Testi e musiche di Manuel Bongiorni.
1. Preghiera delle palle di neve – 2:08
2. Tanto tonto – 1:12
3. Kjoe (la macchina del caso) – 3:06
4. Tagliami la testa – 1:58
5. La mia prima grattugia – 1:44
6. Lord Hamilton di Warlthunn – 4:34
7. Di quella pera – 3:12
8. C'è un topo sulla Luna – 3:18
9. Le monete libere – 2:10
10. Per costruire un universo – 5:47